# Bitwa pod Małymi Gajanami

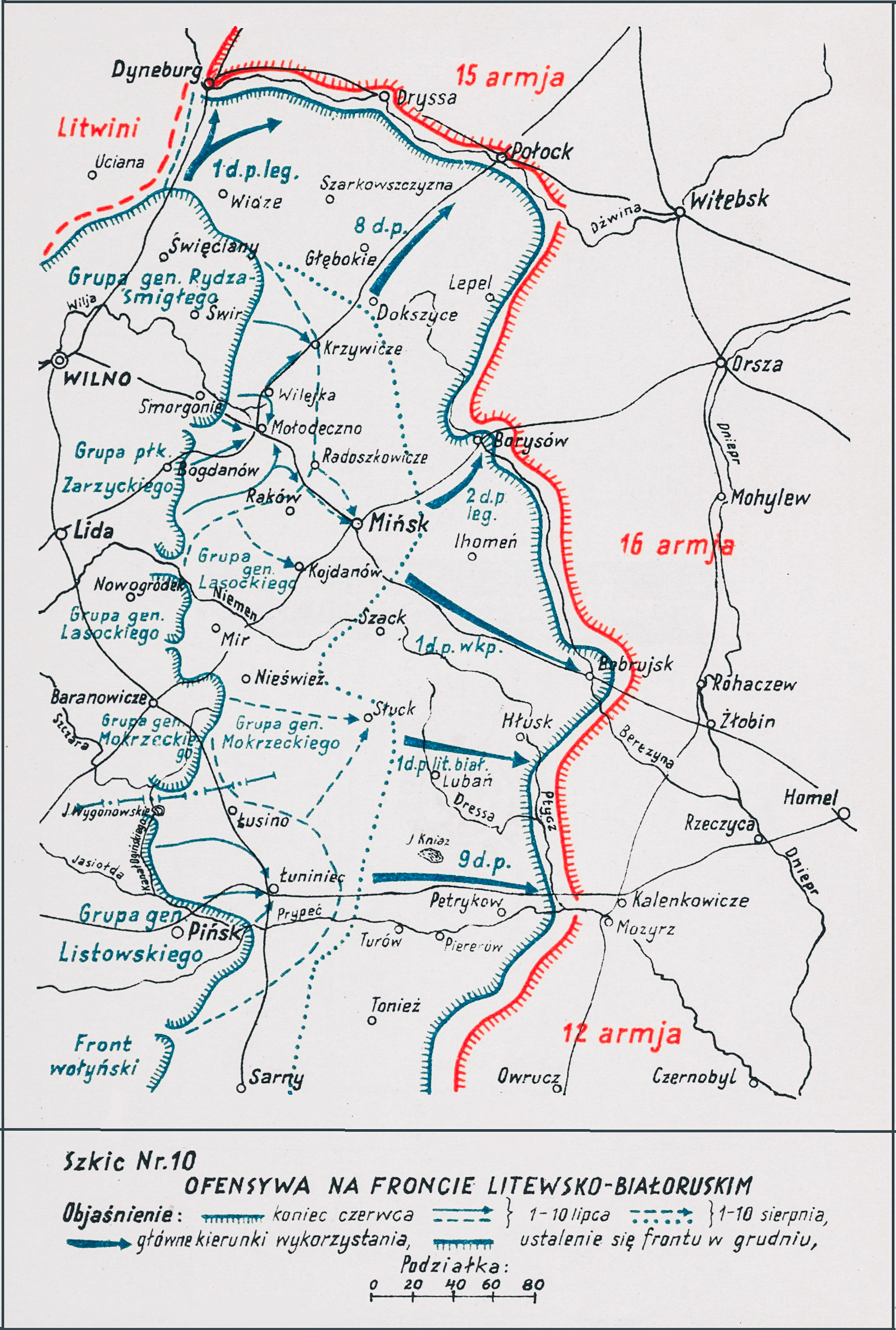
Adam Przybylski,
Wojna Polska 1918–1921

Bitwa pod Małymi Gajanami – walki polskiego 1 pułku Ułanów Wielkopolskich z oddziałami sowieckimi toczone w pierwszym roku wojny polsko-bolszewickiej.

## Geneza
W pierwszych miesiącach 1919 roku na wschodnich krańcach odradzającej się Rzeczypospolitej stacjonowały jeszcze wojska niemieckie Ober-Ostu. Ich ewakuacja powodowała, że opuszczane przez nie tereny od wschodu zajmowała Armia Czerwona. Jednocześnie od zachodu podchodziły oddziały Wojska Polskiego. W lutym 1919 jednostki polskie weszły w kontakt bojowy z oddziałami Armii Czerwonej. Rozpoczęła się nigdy niewypowiedziana wojna polsko-bolszewicka.  
Wskutek zarządzenia pogotowia bojowego przeciwko Niemcom, w maju i czerwcu front przeciwsowiecki pozostawał w defensywie. W drugiej połowie lipca Naczelne Dowództwie WP zakończyło prace nad planem szeroko zakrojonej operacji zaczepnej, której celem było opanowanie Mińska, Borysowa, Bobrujska i oparcie frontu o linię rzek Dźwiny i Berezyny.
W rozkazie operacyjnym Frontu Litewsko-Białoruskiego z 3 sierpnia 1919 przewidziano, że natarcie na Mińsk ubezpieczą na lewym skrzydle oddziały 1 Dywizji Piechoty Legionów w rejonie Mołodeczna, Wilejki, a na prawym skrzydle oddziały Grupy Operacyjnej gen. Lasockiego. 2 Dywizja Piechoty Legionów miała wykonać natarcie na miasto z północnego zachodu, a następnie miała ubezpieczyć Mińsk z kierunku Borysowa. Z kolei Grupa Wielkopolska gen. Konarzewskiego miała nacierać od południowego zachodu, a jednocześnie 1 pułk Ułanów Wielkopolskich miał wyjść na tyły Mińska i przeciąć drogę oraz linię kolejową Mińsk-Borysów.

## Walczące wojska
| Jednostka                      | Dowódca                    | Podporządkowanie          |
| Wojsko Polskie                 |                            |                           |
| Grupa Wielkopolska             | gen. Daniel Konarzewski    | Front Litewsko-Białoruski |
| ⇒ 1 pułk Ułanów Wielkopolskich | ppłk Władysław Anders      | grupa ppłk. Andersa       |
| → 1 szwadron                   | por. Konrad Łoziński       | grupa ppłk. Andersa       |
| → 2 szwadron                   | rtm. Jarema Zapolski       | grupa ppłk. Andersa       |
| → 4 szwadron                   | por. Bartłomiej Zakrzewski | grupa ppłk. Andersa       |
| ⇒ 2 bateria konna              | por. Alfred Milewski       | grupa ppłk. Andersa       |
| Armia Czerwona                 |                            |                           |
| oddziały łotewskie             |                            | 16 Armia                  |

## Walki pod Małymi Gajanami

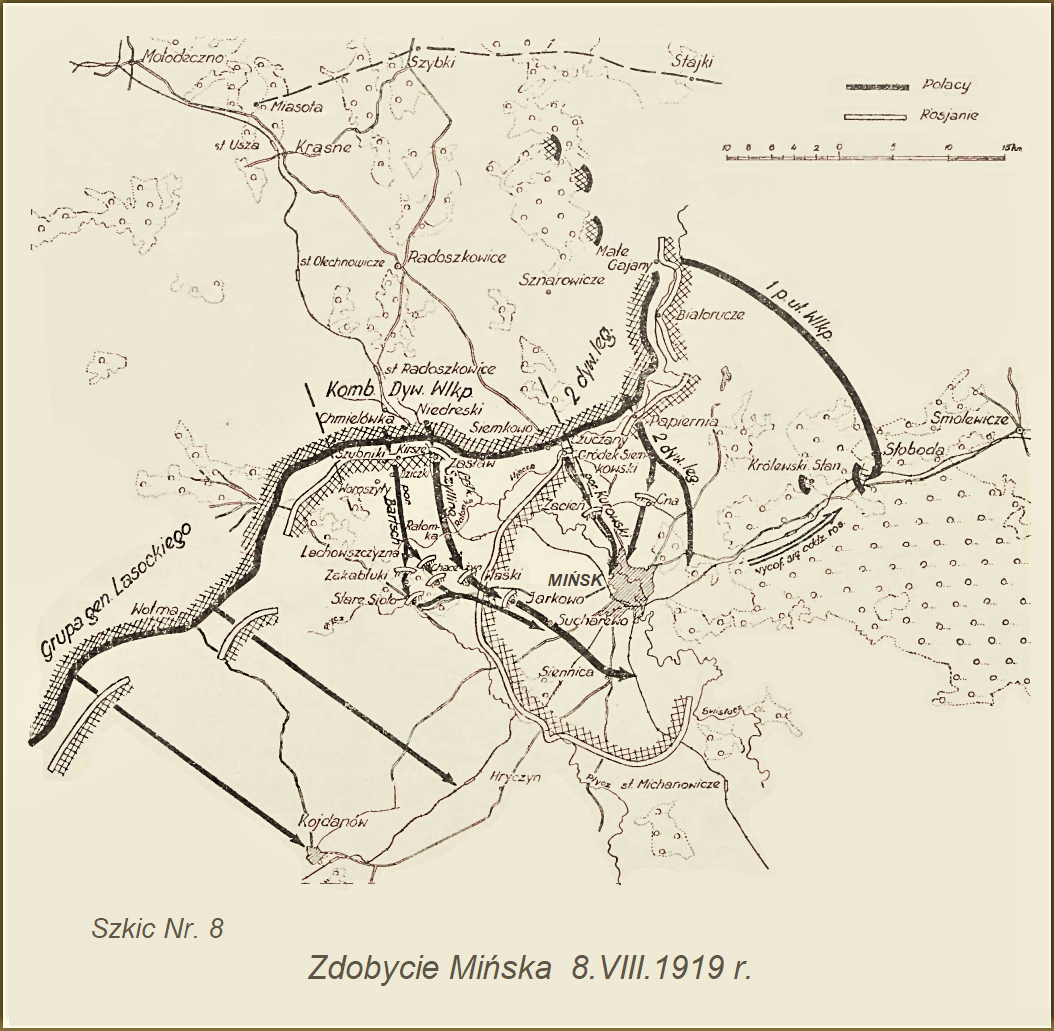
14 Dywizja Piechoty - 1 Dywizja Strzelców Wlkp. - w wojnie i pokoju

W sierpniu 1919, w ramach polskiej ofensywy na Mińsk, 1 pułk Ułanów Wielkopolskich ppłk. Władysława Andersa otrzymał rozkaz wykonania zagonu na północ od Mińska z zadaniem przecięcia traktu i linii kolejowej łączących Mińsk z Borysowem. Miał też zwalczać sowieckie odwody zmierzające z Borysowa w kierunku Mińska.
Rano 7 sierpnia 1 pułk Ułanów Wielkopolskich przeszedł za frontem oddziałów 2 Dywizji Piechoty Legionów na jej lewe skrzydło i po kilku godzinach marszu dotarł pod Małe Gajany.Dowódca polskiego pułku wysłał na rozpoznanie 1 szwadron. Szwadron stoczył parę zwycięskich utarczek z patrolami nieprzyjaciela i zajął folwark Łysa Góra skąd nadał meldunek rozpoznawczy. Miejscowości bronił trzystuosobowy oddział łotewskiego pułku strzelców i szwadron kawalerii.
Podpułkownik Anders zdecydował  uderzyć od czoła spieszonym 1 i 4 szwadronem, a 2 szwadron konno obszedł miejscowość i zaatakował ze skrzydła. Zaskoczeni strzelcy łotewscy nie potrafili zorganizować skutecznej obrony i wycofali się w nieładzie. Po opanowaniu miejscowości 1 i 4 szwadron zanocowały w Małych Gajanach, a pozostała część pułku w folwarku Magazyn.
W kolejnym dniu pułk realizował postawione przed nim zadanie.

## Bilans walk
Zdobycie Małych Gajan wybiło lukę w sowieckiej obronie i umożliwiło kontynuowanie zagonu przez szwadrony 1 pułku Ułanów Wielkopolskich. Zdobyto kilka ckm-ów i wzięto kilkudziesięciu jeńców. Straty pułku to 3 rannych. 
Bój pod Małymi Gajnami był chrztem bojowym przyszłego 15 pułku Ułanów Poznańskich.